# Dianthus mazanderanicus
Dianthus mazanderanicus är en nejlikväxtart som beskrevs av Karl Heinz Rechinger. Dianthus mazanderanicus ingår i släktet nejlikor, och familjen nejlikväxter. Inga underarter finns listade i Catalogue of Life.